# سینمای زیرزمینی
سینمای زیرزمینی (به انگلیسی: Underground film) جنبشی سینمایی بود که از دل جنبشی اجتماعی به نام نسل بیت (Beat Generation) در آمریکا پدید آمد. این جنبش که نخستین بار در نیویورک و سان فرانسیسکو پا گرفته بود را نخستین بار بنا به روایتی مانی فربر و بنا به روایتی دیگر استن وندربیک به نام جنبش سینمای زیرزمینی خواند. کسانی چون اندی وارهول، استن براکیج و کنت انگر بعدها به جنبش سینمای زیرزمینی آمریکا پیوستند. فیلمسازان این جنبش بسیاری از قراردادهای سینمای رسمی آمریکا تا آن زمان را نقض کردند و سینمایی به شدت شورشی و عصیانگر پدید آوردند. فیلم‌های سینمای زیرزمینی یا موضوعاتی چون وضعیت سیاهان، همجنس‌خواهان و اقلیت‌های اجتماعی را در کانون خود قرار دادند یا به شکلی افراطی به فرم‌های تازه روی آوردند. فرم‌هایی که به شکلی متداول به معنا و محتوایی مشخص ارجاع نمی‌داد.

## چهره‌های شاخص
- استن وندربیک
- اندی وارهول
- استن براکیج
- کنت انگر
- شرلی کلارک

## فهرست منابع
- هیوارد، سوزان، مفاهیم کلیدی در مطالعات سینمایی، ترجمهٔ فتاح محمدی، تهران: نشر هزارهٔ سوم، ۱۳۷۱